# Mario Losi
Mario Losi (fl. XX secolo) è stato un calciatore italiano, di ruolo portiere.

## Carriera
Dopo aver militato nell'U.S. Genovese, passa alla Dominante con cui disputa 9 gare nel campionato di Divisione Nazionale 1928-1929 ed 11 gare nel campionato di Serie B 1929-1930.
Milita in seguito nell'Isotta Fraschini di Milano, nel Saronno e nel Monza.